# Farroukh Choriev
Farroukh Choriev (tadjik : Фаррух Чориев), né le 24 juillet 1984 en RSS du Tadjikistan (aujourd'hui Tadjikistan), est un joueur de football international tadjik, qui évolue au poste de défenseur.

## Biographie

### Carrière en club
Farroukh Choriev réalise l'intégralité de sa carrière avec le TadAZ Tursunzoda.

### Carrière en sélection
Farroukh Choriev reçoit 15 sélections en équipe du Tadjikistan entre 2006 et 2011, inscrivant un but.
Il inscrit son seul but en équipe nationale le 17 novembre 2010, lors d'un match amical contre l'Afghanistan (victoire 1-0).
Il participe avec cette équipe à l'AFC Challenge Cup en 2006. Le Tadjikistan remporte cette compétition en battant le Sri Lanka en finale.
Il participe également avec l'équipe du Tadjikistan aux éliminatoires du mondial 2010 puis aux éliminatoires du mondial 2014.

## Palmarès
| TadAZ Tursunzoda \| - Championnat du Tadjikistan (3) : - Champion : 2006, 2007 et 2008. - Vice-champion : 2005, 2009, 2010, 2011 et 2012. - Coupe du Tadjikistan (3) : - Vainqueur : 2005, 2006 et 2011. \| \| - Coupe du président de l'AFC (3) : - Vainqueur : 2005, 2008 et 2009. \| |  | Tadjikistan - AFC Challenge Cup (1) : - Vainqueur : 2006.             |
| - Championnat du Tadjikistan (3) : - Champion : 2006, 2007 et 2008. - Vice-champion : 2005, 2009, 2010, 2011 et 2012. - Coupe du Tadjikistan (3) : - Vainqueur : 2005, 2006 et 2011. |  | - Coupe du président de l'AFC (3) : - Vainqueur : 2005, 2008 et 2009. |